# Myrcia cordiformis
Myrcia cordiformis är en myrtenväxtart som beskrevs av Joáo Rodrigues de Mattos. Myrcia cordiformis ingår i släktet Myrcia och familjen myrtenväxter. Inga underarter finns listade i Catalogue of Life.